# Handicap International
Handicap International — недержавна організація, створена в 1982 році для надання допомоги в таборах біженців у Камбоджі і Таїланді. Штаб-квартири знаходяться на території Франції та Бельгії, з моменту створення також були відкриті філії в шести інших країнах: Швейцарії, Люксембургу, Великій Британії, Німеччині, Канаді та Сполучених Штатах Америки.
Це незалежна від всіх урядів організація, метою якої є допомога людям з обмеженими можливостями і соціально незахищеним верствам населення в умовах бідності, соціального відторгнення, конфліктів і стихійних лих.
В даний час в більш ніж 60 країнах по всьому світу на місцях знаходяться більше 3500 співробітників.
Handicap International є одним з 6 членів-засновників Міжнародного рух за заборону протипіхотних мін, що отримав Нобелівську премію миру в 1997 році. З лютого 2005 року організація також закликає до заборони касетних боєприпасів і проведення досліджень щодо антропогенного впливу цієї зброї. Handicap International є одним із засновників Коаліції проти касетних боєприпасів — міжнародної кампанії громадянського суспільства, яка прагне припинити виробництво і зберігання усіх касетних боєприпасів. У лютому 2006 року Бельгія стала першою країною, що прийняла таку заборону в результаті зусиль з інформування громадськості та інформаційно-пропагандистської діяльності Handicap International. Handicap International — активний прихильник Конвенції про касетні боєприпаси, міжнародного договору про заборону використання, передачі і зберігання цієї зброї, прийнятого 30 травня 2008 року в Дубліні. В даний час 68 держав ратифікували Конвенцію, тоді як 43 — не ратифікували.
У 2011 році Handicap International отримала Гуманітарну премію Фонду Конрада Н. Хілтона у розмірі $1,5 млн за її прихильність до людей з обмеженими можливостями, які живуть в умовах бідності, соціального відторгнення, конфліктів і стихійних лих. Вона також є організація-член Міжнародного консорціуму з інвалідності та розвитку.

## Історія і початок
Handicap International була заснована у Франції в 1982 році двома французькими лікарями з метою допомогти тим, хто постраждав через наземні міни в камбоджійських таборах біженців. Перші ортопедичні центри були створені в таборах біженців в Таїланді, Камбоджі, Бірмі та Лаосі. Handicap International використовувала просте, локально доступне устаткування, що дозволяє надавати швидку, ефективну і практичну допомогу, та сформувала компетентні місцеві команди, щоб продовжити її діяльність. У 1986 році було створене Бельгійське відділення Handicap International, і організація почала поширювати свою діяльність на інші країни.

## Додаткові посилання
- Handicap International Сполучені Штати Америки [Архівовано 24 травня 2017 у Wayback Machine.]
- Handicap International Велика Британія [Архівовано 27 травня 2017 у Wayback Machine.]
- Handicap International Канада [Архівовано 17 червня 2016 у Wayback Machine.]
- Handicap International Франція [Архівовано 4 квітня 2022 у Wayback Machine.]
- Handicap International Бельгія [Архівовано 26 січня 2017 у Wayback Machine.]
- Handicap International Німеччина [Архівовано 15 квітня 2022 у Wayback Machine.]
- Handicap International Швейцарія [Архівовано 5 квітня 2022 у Wayback Machine.]